# Bulnesia arborea
El guayacán de bola, guayacán garrapo, guayacán sabanero, biocaí, palo sano o vera (Bulnesia arborea) es un árbol de gran parte del norte de  Sudamérica, en la región de las Guayanas, de Venezuela, Colombia, Guyana. A veces en el mercado internacional se lo nombra como Paraguay lignum vitae ya que sus propiedades y usos son similares al guayacán, árbol del género Guaiacum.
Crece en bordes de carreteras, caminos y ríos, y en el interior de bosques secos,  subxerofíticos y espinosos.

## Usos
La madera de Bulnesia arborea es:
- albura: blanca amarillenta a verde
- duramen: verde parduzco, con nudos, grano fino y recto.

El ritidoma (corteza) es mayormente fino y amarillento leve. La densidad de esta madera es entre 0,92 a 1,1 g/cm³.
Muy usado en construcciones civiles y en navales, tornería, elaboración de durmientes de ferrocarril. Es  planta ornamental en jardinería. La madera debe utilizarse recién cortada, puesto que al secarse se pone extremadamente dura y ya no es aprovechable.
El vera se emplea para grabados y cuando se necesita una madera durable. De su madera se extrae el aceite de guaiac (o guayacol) para ingrediente de perfumes. Su resina puede obtenerse con solventes orgánicos, empleada para hacer barniz y pinturas oscuras.
Es apreciado por sus propiedades protectoras de la piel humana con su esencia. Da un buen carbón y vigas de alta calidad. Igniciona fácilmente, y produce un humo fragante. 
Las dos especies más conocidas son la Bulnesia arborea y la Bulnesia sarmientoi.

## Extinción
Está catalogada como especie en peligro (EN A2ac), debido a que el 60 % de las localidades donde se registra, se encuentran en regiones de intensa extracción maderera, en los departamentos de Atlántico y La Guajira. Y todas las localidades se encuentran en una región fuertemente perturbada por humanos,  donde prácticamente han desaparecido los bosques secos, el principal hábitat del guayacán de bola. Aunque existen poblaciones de esta especie en el Parque nacional natural Tayrona, no son suficientes para reducir la categoría de amenaza

## Taxonomía
Bulnesia arborea fue descrita por (Jacq.) Engl.  y publicado en Die Natürlichen Pflanzenfamilien 3 Abt. 4: 84. 1890.
Sinonimia
- Guaiacum arboreum (Jacq.) DC.
- Zygophyllum arboreum Jacq.[5]